# Mayo-Rey
Mayo-Rey ist ein Département der Region Nord in Kamerun.
Auf einer Fläche von 36.529 km² leben nach der Volkszählung 2001 242.441 Einwohner. Die Hauptstadt ist Tcholliré.

## Gemeinden
- Mandingring
- Tcholliré
- Touboro
- Rey-Bouba